# Independent Media Center
(Motto del progetto Indymedia)
L'Independent Media Center (rete di mezzi di comunicazione di massa indipendenti), chiamata anche Indymedia o IMC, è una rete di mezzi di comunicazione di massa e di giornalisti. Fu creata nel novembre del 1999 per sostenere le proteste del movimento no-global contro l'organizzazione mondiale del commercio a Seattle. Nel 2002, a tre anni dalla fondazione, le IMC sparse per il mondo erano 89, localizzate in 31 stati e 6 continenti. Nei soli Stati Uniti d'America si trovavano ben 39 Independent Media Center, mentre in Canada 11.

## Introduzione

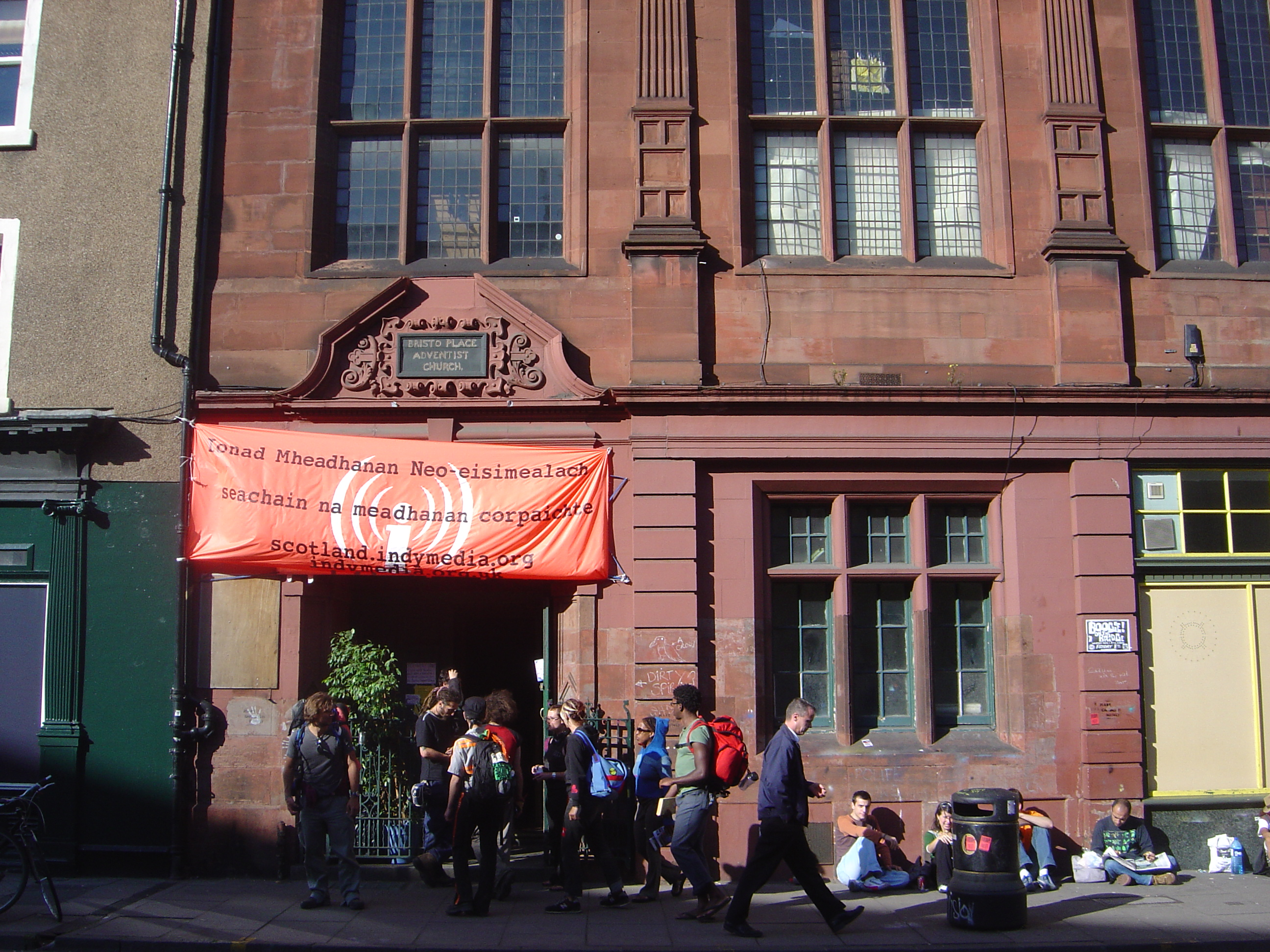
IMC temporaneo ad Edimburgo in occasione delle proteste per il G8 del 2005 in Scozia

Le IMC diffondono articoli via stampa, audio e video, ma sono famose soprattutto per i newswire: blog pubblici dove chiunque sia connesso a Internet può pubblicare informazioni. Questa caratteristica fondamentale la differenzia dalla maggior parte delle organizzazioni alternative passate e presenti, che sono gestite da gruppi chiusi e relativamente piccoli che determinano il contenuto pubblicato forti di una gerarchia editoriale. Su Indymedia, è l'utente a decidere il contenuto. Indymedia non è famosa grazie a pochi giornalisti e commentatori di fama, ma per il fatto di permettere la partecipazione diretta di chiunque, incoraggiando gli utenti a partecipare alla creazione di un mezzo di comunicazione di massa, senza accettarlo passivamente.
Tra il 1999 e il 2001, i newswire tendevano ad essere focalizzati sulla cronaca in diretta dei movimenti di protesta, dalle manifestazioni locali alle occasioni di mobilitazione dell'intero movimento no-global. Con la progressiva crescita delle IMC, gli utenti hanno cominciato a pubblicare notizie e contenuti più articolati, con una forte componente anti-corporativa e di sinistra. La pubblicazione viene spesso fatta in esclusiva: ad esempio, durante la crisi economico-politica dell'Argentina tra il 2001 e il 2002, molti dei gruppi e delle persone che parteciparono alla resistenza contro il governo usarono le IMC come posto per pubblicare informazioni riguardanti la loro protesta e immagini di presa diretta.
Il newswire ha generato molte controversie. Ad esempio, a maggio 2003, dopo aver ricevuto molte lamentele sulle notizie dei newswire che si riferivano all'esercito Israeliano come "Zionazi forces" o che si riferivano a Israeli Zionists come "Zionazis", Google decise di escludere alcune IMC dal suo motore di ricerca dedicato alle notizie (molte IMC non in lingua inglese furono esenti dal provvedimento e in risposta fu indetta una petizione). Le IMC sono comunque incluse nella normale ricerca sul web di Google. Ci sono state lamentele e discussioni su una grande quantità di altre notizie, così come è successo per qualsivoglia strumento di comunicazione da usenet ai giorni nostri.

## Struttura

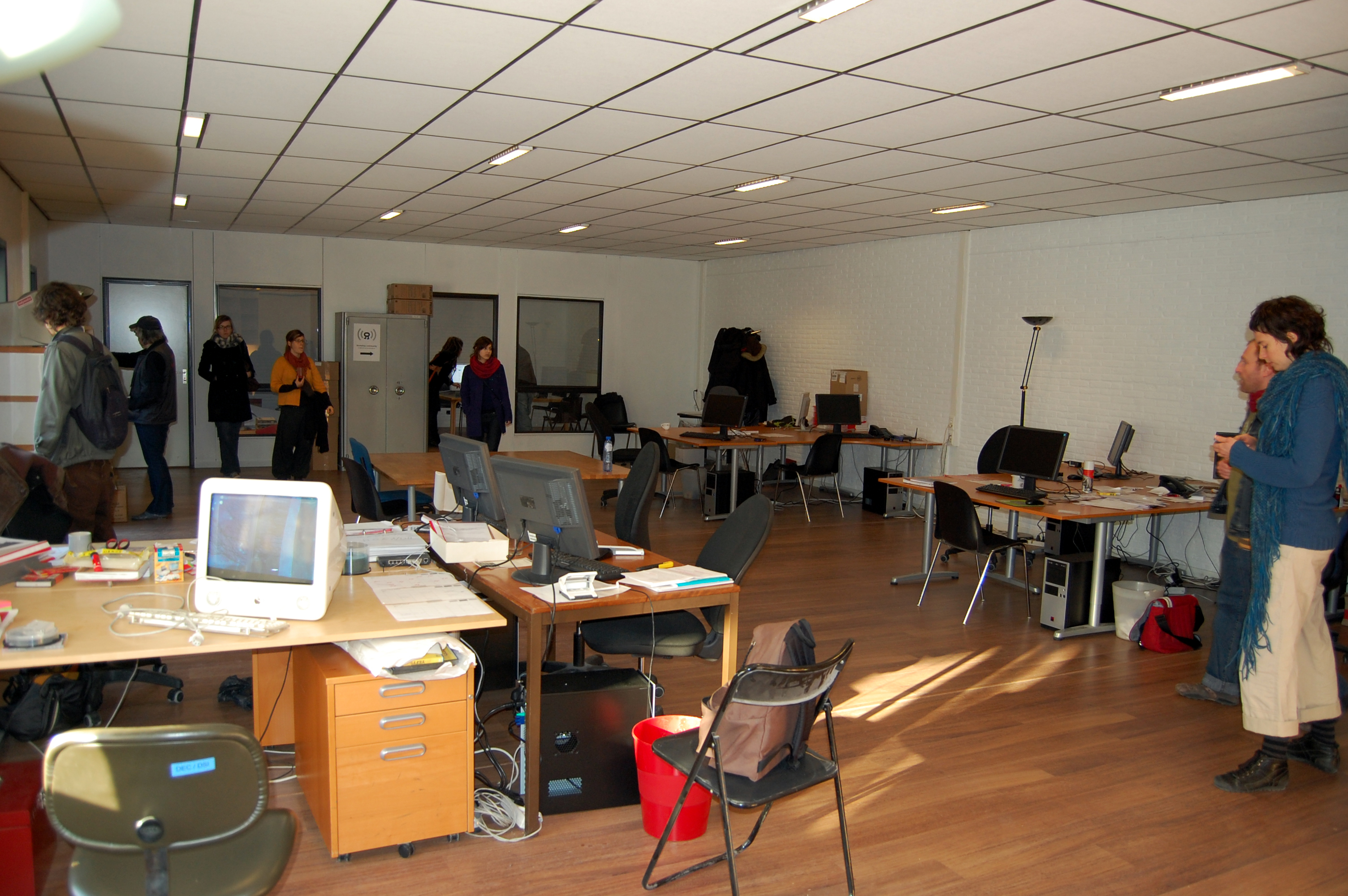
Quartier generale di Indymedia Belgio a Bruxelles

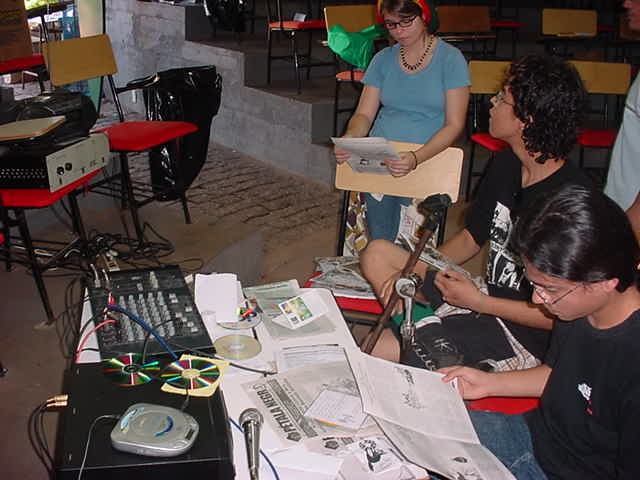
Collettivo di Indymedia alla Mato Grosso Federal University a Cuiabá, Brasile, 2004.

I collettivi delle IMC locali sono tenuti ad essere aperti e a includere molte realtà diverse, in modo tale da permettere la partecipazione alla creazione e fruizione dei contenuti anche a chi non ha a disposizione un accesso a Internet.
Nonostante la struttura non sia gerarchica in termini di potere politico, esistono comunque gerarchie di fatto, dovute principalmente al controllo delle risorse (ad esempio, dei server), all'accesso ai fondi, al controllo dei contenuti, al fatto che alcune funzioni "organizzative" sono necessarie; o semplicemente perché è sensato avere un coordinamento comune tra regioni vicine senza fossilizzarsi sui confini geografici. In ogni caso, la presenza di numerosi canali di comunicazione ridondanti (come mailing list ad archivio pubblico, pagine wiki e incontri faccia a faccia) è difficile che chi occupa alte posizioni gerarchiche abbia un reale potere sugli altri.
Tutti i collettivi di Indymedia sono tenuti a discutere una politica editoriale locale che determini il tipo di articoli da inserire nella colonna principale del sito. Devono anche tenere sotto controllo gli atti di vandalismo contro il newswire. Col passare del tempo e la crescita, i collettivi di Indymedia hanno sviluppato metodi interni formali e informali di autogestione. I principi generali di struttura non gerarchica e decisioni sulla base del consenso (gli stessi principi alla base di Wikipedia) hanno creato un gran numero di modelli organizzativi.
L'IMC di Washington (uno dei primi nodi della rete) si è organizzata secondo un modello a cooperativa. I membri pagano una piccola quota mensile (con la quale viene finanziato lo sviluppo del network) e sono organizzati in una struttura gerarchica. In molte altre IMC i collettivi sono invece meno strutturati e più informali.
Indymedia è stato descritto come un esperimento significativo nella produzione partecipativa e decentralizzata di informazione. Alcuni osservatori hanno sottolineato anche il suo valore come tentativo di costruire una rete globale priva di gerarchie e orientata al consenso.
La volontà della comunità di Indymedia di mantenere un'organizzazione non gerarchica ha causato numerosi conflitti e tensioni, che possono dare un riscontro a un osservatore sull'estrema trasparenza delle IMC; esempi di queste discussioni si possono trovare all'interno degli archivi pubblici delle mailing list. La differenza dalle tradizionali organizzazioni chiuse e gerarchiche, dove tali conflitti sarebbero tenuti privati, è palese. Nello spirito di apertura di Indymedia, chi espone delle critiche è incoraggiato a impegnarsi nella discussione per trovare una soluzione. Sebbene lavorare ad una soluzione non sia un prerequisito per inviare critiche, l'atmosfera di Indymedia tende a valorizzare le azioni costruttive.

## Ruolo all'interno dei media internazionali
A volte Indymedia viene considerata come un'avversaria dei mezzi di comunicazione di massa tradizionali (RAI, ANSA, eccetera). In realtà sarebbe più appropriato dire che Indymedia è un esempio di rete/comunità aperta per lo scambio di informazioni di particolare interesse per gli attivisti di sinistra e no-global, ma anche per persone in cui credono in valori quali la libertà di informazione senza alcuno schieramento politico. Grazie alla sua organizzazione aperta e delle sue regole interne (ad esempio l'uso del copyleft, o il fatto che nessun centro Indymedia può diventare una organizzazione commerciale), sarebbe estremamente difficile per chiunque ottenere il controllo dei contenuti.

## Indipendenza da governi e multinazionali
Indymedia è stata creata in contrapposizione ai media governativi e controllati dalle multinazionali e lavora per facilitare a chiunque la pubblicazione delle proprie informazioni il più direttamente possibile. La resistenza ai filtri dei media tradizionali appare sia utile sia difficile.
Ad esempio, nel settembre del 2002 la Fondazione Ford si è offerta di sponsorizzare un incontro regionale di Indymedia. La sponsorizzazione venne rifiutata in quanto molti volontari, specialmente provenienti dalla IMC Argentina, erano contrari ad accettare soldi dall'azienda, che qualcuno credeva connessa alla CIA. In un altro caso, alcune IMC europee hanno affrontato azioni legali e minacce di azioni legali legate a certi tipi di propaganda; si sono organizzate per trovare un metodo per trattare questi problemi e aumentare la libertà di parola e l'organizzazione non autoritaria.
Questi sono soltanto due dei molti incidenti che dimostrano l'avversione di Indymedia verso le sponsorizzazioni da parte delle multinazionali. Ci sono anche state discussioni anche tra le IMC locali e quelle nazionali, indicative dei problemi che ogni organizzazione in forte espansione deve affrontare. In particolare, si nota la forte componente anarchica insita nel modello di Indymedia.
La maggior parte delle decisioni importanti su Indymedia vengono prese a livello di comunità, in ogni caso sono necessari costante collaborazione e aiuto reciproco per far funzionare la rete (il livello "globale"), specialmente nella manutenzione delle risorse tecniche (server, software, conoscenze tecniche, eccetera). Le problematiche legali e finanziarie vengono però discusse a livello globale in quanto riguardano tutta la rete Indymedia.
Oltre a comunicare via email, mailing list e di persona, gli utenti di Indymedia si possono incontrare anche via IRC grazie al server irc.indymedia.org o sulla rete IRC indipendente di Mufhd0. La documentazione tecnica del progetto è disponibile sulla wiki docs.indymedia.org.

## Reputazione

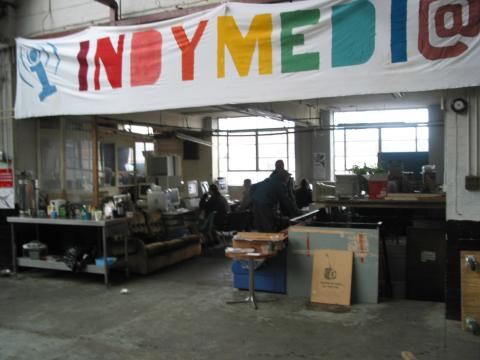
Seminario Indymedia

Sebbene Indymedia abbia una buona reputazione tra i suoi utenti, questo non vale per tutti. C'è chi critica la possibilità di pubblicare qualsiasi cosa, sostenendo che questo porti a dare più importanza del dovuto a notizie tendenziose (se non completamente false) e complottiste, oltre a dare spazio a contenuti offensivi (razzisti, omofobi, anche se per policy vengono rimossi). Queste sono considerazioni comuni anche su Wikipedia, e infatti anche su Indymedia esiste un controllo dei contenuti effettuato dagli utenti, che possono decidere di eliminare i contenuti inappropriati o scorretti. Il fatto però che la comunità di riferimento di Indymedia sia in generale molto orientata politicamente fa sì che, a differenza di Wikipedia, l'attività di controllo e la reputazione stessa del progetto siano meno riconosciute rispetto a quelle dell'enciclopedia libera.

## Rapporto con gli organi giudiziari ed esecutivi internazionali

### Censura del 7 ottobre 2004
Giovedì 7 ottobre 2004 rispondendo a un ordine dell'FBI, la sede inglese del provider statunitense Rackspace (presso la quale risiedono normalmente i server che ospitano molti siti locali di Indymedia - fra cui quello italiano), ha scollegato dalla Rete i due server di Indymedia, rimuovendone i dischi fissi, senza avvertire i diretti interessati.
Indymedia ha descritto la mancata comunicazione del sequestro come una prevaricazione, ma è da notare come la legge britannica vieti alle parti in causa di discutere un provvedimento che le colpisce, quindi Rackspace non poteva avvertirli. Rimane sospetto il fatto che né l'FBI né le autorità inglesi (sicuramente coinvolte, visto che l'FBI non ha giurisdizione nel Regno Unito e ha dovuto appoggiarsi a loro) l'abbiano fatto; a distanza di una settimana nessuna fonte ufficiale ha ancora messo in chiaro le accuse che hanno portato all'ordine del sequestro. Dalle poche notizie affidabili disponibili, si sono fatte alcune ipotesi: Rackspace avrebbe interpretato "troppo alla lettera" un ordine dell'FBI volto ad eliminare dal newswire di IMC Nantes alcune foto ritraenti agenti di polizia in borghese. L'ordine sarebbe partito dalla Svizzera ed arrivato all'FBI attraverso l'Italia; altre fonti affermano che sia stata la procura di Bologna, nel corso di un'indagine sulla Federazione Anarchica Informale a richiedere il sequestro.
Rackspace ha dichiarato di aver agito secondo quanto disposto dal MLAT (Mutual Legal Assistance Treaty), un accordo internazionale che stabilisce norme di reciproca assistenza in ambito di terrorismo, rapimento e riciclaggio di denaro tra diverse forze di polizia. Indymedia non è stata accusata di nessuna di queste cose.
Per alcuni giorni i siti IMC residenti abitualmente sulle macchine sequestrate sono andati avanti con soluzioni di fortuna e con soltanto poche funzioni attive (nella versione italiana si è data la precedenza al newswire), mentre tutto il mondo informatizzato discuteva l'accaduto. I dischi fissi sono stati restituiti il 13 ottobre e prima di rimetterli in funzione Indymedia ha controllato che non fossero stati manomessi.
Nei giorni seguenti il sequestro tutte le testate giornalistiche presenti su Internet (e anche alcune testate televisive e stampate) hanno discusso l'accaduto, mettendo in evidenza come l'intera operazione sia stata eccessivamente pesante e gravida di conseguenze, tra cui l'oscuramento di uno dei maggiori network giornalistici autogestiti della rete, oltre che un'opera di censura rimasta immotivata da chi l'ha messa in atto.
È da osservare che, quasi contemporaneamente, anche il giornalista Pino Scaccia è stato denunciato per alcune affermazioni contenute nei commenti del suo blog. I due episodi, apparentemente distinti, sono accomunati dall'apparente volontà istituzionale di rendere i gestori di un sito web civilmente e penalmente responsabili per messaggi e informazioni inserite da terze parti.

## Indymedia Italia

### Procedimento giudiziario contro Indymedia Italia il 4 maggio 2005
Il 4 maggio 2005 il sito di Indymedia Italia è stato oggetto di un procedimento giudiziario della Procura della Repubblica di Roma a seguito di un'indagine per vilipendio alla religione cattolica, avviata dopo la pubblicazione di un fotomontaggio che raffigurava il papa Benedetto XVI con la divisa della Gioventù hitleriana. 

### Chiusura temporanea del novembre 2006
A fine del 2006 avviene una grave crisi che porta alla decisione della chiusura temporanea (freezing) del nodo italiano del network di Indymedia. I principali motivi sono:
- mancanza di disponibilità ad ospitare il sito da parte del server indipendente che ospitava volontariamente il nodo italiano
- situazione di crisi dovuta all'impossibilità di controllare il flusso di notizie sul newswire, lo spam e i troll
- percezione da parti di molti "utenti" di un distacco tra l'utenza stessa e le mailing di gestione del sito

Questi vari fattori portano alla decisione di chiudere il nodo e di avviare il process internazionale per la rinascita di italy.indymedia.org. La decisione viene presa in lista dopo un meeting a Torino tenutosi il 17 novembre 2006 presso l'"Asilo Squat". Il meeting non ha preso nessuna decisione (che spettano comunque sempre alle liste) ma è stato occasione di chiarimento tra le varie persone che compongono italy.indymedia.org. Dalla discussione è emersa la necessità di congelare (freezare) il sito per ricostruirlo in modo differente. Il 28 novembre 2006 è stata disabilitata la pubblicazione di nuovi post e commenti sia sul newswire sia sul forum. In pochi giorni si è avviata la creazione di una mailing list presso list.indymedia.org per ricominciare da zero il process per il nodo italiano di Indymedia.

### Evoluzione della discussione per la riapertura di italy.indymedia.org
Durante i primi mesi del 2007 continua la discussione sulla riapertura del sito. Viene inoltre trovato un nuovo server su cui ospitare il sito.
Siccome il process (ovvero come si definisce il processo di creazione di un nuovo nodo di Indymedia, anche se Indymedia di per sé può essere considerata un processo in continuo divenire) per la ricreazione di un sito nazionale viene giudicato troppo lento da molte delle persone iscritte alla liste, il modello "centralista" (presenza di un singolo nodo nazionale) si evolve verso un modello federativo (presenza di più nodi locali), pertanto vari nodi locali iniziano un process autonomo per la creazione di nodi locali.
Il fatto di procedere localmente porta il vantaggio di:
1. essere maggiormente presenti sul territorio;
2. favorire gli incontri faccia a faccia tra i vari partecipanti al progetto;
3. avere una maggiore gestibilità del sito.

Attualmente hanno aperto i nodi locali toscano, napoletano, emiliano, piemontese, romano, ligure, lombardo, calabrese e abruzzese.
A novembre 2007 è avvenuto un nuovo meeting nazionale presso il centro sociale Forte Prenestino di Roma.
A giugno 2008 si è tenuto un meeting nazionale presso il centro sociale XM24 di Bologna dove è stata decisa la riapertura per il 4 luglio.
Il 4 luglio 2008 IMC Italia riapre ufficialmente il suo sito, col nuovo nome di Indymedia Italia Beta.

## La riapertura della pubblicazione su italy.indymedia.org
A giugno 2011 viene resa utilizzabile la nuova piattaforma di Indymedia Italia, basata su Drupal (precedentemente erano stati usati MIR e SFactive, CMS sviluppati all'interno della comunità di Indymedia).
Per la prima volta dal 2006 è possibile tornare a pubblicare direttamente sul nodo italiano, che per tre anni ha funzionato da solo aggregatore degli articoli pubblicati sui nodi locali con la pubblicazione di articoli esclusivamente da parte del collettivo editoriale. Rimane comunque possibile l'uso dei nodi locali aperti (Abruzzo, Calabria, Emilia-Romagna, Liguria, Lombardia, Napoli, Nord-Est, Piemonte, Roma).

### Curiosità
Il sito italiano è stata l'unica IMC del panorama mondiale dotata di forum. Questa funzione era stata concepita per dare la possibilità ai lettori di approfondire le notizie e le tematiche presenti nel newswire.
La comunità di Indymedia ha sviluppato diversi CMS: MIR, Oscailt, Sf_active, DadaIMC, ActivisMo, ImcSlash, IndybayActive. Tutti questi CMS sono distribuiti con licenza GNU General Public License.
Per alcuni nodi sono usati anche CMS più diffusi come Drupal e WordPress.
Molte persone impegnate all'interno di Indymedia fanno parte anche delle comunità che danno vita agli hackmeeting.
Nel 2004, dopo il sequestro dell'FBI, sono nati una canzone in stile popolare, "Han sequestrato i server", in cui vengono raccontati i fatti (sull'aria de "La povera Rosetta", canzone della malavita milanese dei primi del Novecento) e un videogame online, ”Enduring Indymedia".